# Diego Rico
Diego Rico Salguero (Burgos, 23 febbraio 1993) è un calciatore spagnolo, difensore del Getafe.

## Caratteristiche tecniche
È un terzino sinistro mancino che può essere impiegato anche al centro della difesa.
È abile nella fase offensiva e dotato di un buon tiro.

## Carriera

### Real Saragozza
Cresce nelle giovanili del Club Deportivo Burgos Promesas 2000, squadra della sua città natale. Vi milita dal 2010 al 2011, quando, a 18 anni, viene acquistato dal Real Saragozza.
Gioca le sue prime due stagioni in Aragona con la squadra filiale del Real Saragozza B, collezionando 14 presenze nella Segunda División B. Nella prima stagione, allenato da Juan Esnáider, colleziona 4 presenze.
Nella seconda stagione gioca di più (10 partite) ma la squadra retrocede in Tercera División.
A 20 anni, nella stagione 2013-2014 viene aggregato alla prima squadra, militante in Segunda División. Debutta il 10 settembre in Copa del Rey contro il Deportivo Alavés, gli aragonesi perdono in trasferta per 1-0.
Quattro giorni dopo fa il suo esordio anche in Segunda División nella vittoria casalinga per 3-0 contro il Tenerife, in occasione della quinta giornata di campionato.
Ottiene un posto da titolare collezionando trenta presenze e due reti, realizzate contro Córdoba e Recreativo de Huelva. In questa stagione le sue prestazioni sono soggette ad alti e bassi.
Il 19 novembre 2013 prolunga il suo contratto fino al 2018.
Nella stagione 2014-2015 è nuovamente impiegato come titolare, prima da Víctor Muñoz e poi da Ranko Popović. Il Real Saragozza arriva alla finale dei playoff per la promozione in massima serie, ma viene sconfitto dal Las Palmas.
Il 7 gennaio 2016 firma il suo primo contratto da professionista, valido fino al 2018. Il 2 aprile 2016 raggiunge la sua centesima presenza ufficiale con la squadra aragonese, in occasione della trasferta contro l'Elche (2-1).
Nella stagione 2015-2016 colleziona 39 presenze in campionato (tutte da titolare) e un gol, segnato contro l'Albacete. Il Real Saragozza conclude la stagione all'ottavo posto in classifica.

### Leganés
Nell'estate del 2016 viene acquistato per un milione di euro dal Leganés, squadra appena promossa in Primera División per la prima volta in 88 anni di storia. Firma un contratto quadriennale. Sceglie la maglia numero 15.
Debutta il 22 agosto 2016, alla prima giornata di campionato, che vede una storica vittoria per 1-0 in casa del Celta Vigo. L'11 settembre segna il suo primo gol nella Liga spagnola, nella sconfitta esterna per 2-1 contro lo Sporting Gijón.

### Bournemouth
Il 24 luglio 2018 firma un contratto quadriennale con il Bournemouth.

### Real Sociedad
Il 26 luglio 2021 fa ritorno in patria firmando un contratto biennale per la Real Sociedad.

## Statistiche

### Presenze e reti nei club
Statistiche aggiornate al 10 luglio 2019.
| Stagione               | Squadra                | Campionato             | Campionato | Campionato | Coppe nazionali | Coppe nazionali | Coppe nazionali | Coppe continentali | Coppe continentali | Coppe continentali | Altre coppe | Altre coppe | Altre coppe | Totale | Totale |
| Stagione               | Squadra                | Comp                   | Pres       | Reti       | Comp            | Pres            | Reti            | Comp               | Pres               | Reti               | Comp        | Pres        | Reti        | Pres   | Reti   |
| ---------------------- | ---------------------- | ---------------------- | ---------- | ---------- | --------------- | --------------- | --------------- | ------------------ | ------------------ | ------------------ | ----------- | ----------- | ----------- | ------ | ------ |
| 2011-2012              | Real Zaragoza B        | SDB                    | 6          | 0          | -               | -               | -               | -                  | -                  | -                  | -           | -           | -           | 6      | 0      |
| 2012-2013              | Real Zaragoza B        | SDB                    | 11         | 0          | -               | -               | -               | -                  | -                  | -                  | -           | -           | -           | 11     | 0      |
| Totale Real Zaragoza B | Totale Real Zaragoza B | Totale Real Zaragoza B | 17         | 0          |                 | -               | -               |                    | -                  | -                  |             | -           | -           | 17     | 0      |
| 2013-2014              | Real Zaragoza          | SD                     | 30         | 2          | CR              | 1               | 0               | -                  | -                  | -                  | -           | -           | -           | 31     | 2      |
| 2014-2015              | Real Zaragoza          | SD                     | 37         | 2          | CR              | 1               | 0               | -                  | -                  | -                  | -           | -           | -           | 38     | 2      |
| 2015-2016              | Real Zaragoza          | SD                     | 39         | 1          | CR              | 1               | 0               | -                  | -                  | -                  | -           | -           | -           | 40     | 1      |
| Totale Real Zaragoza   | Totale Real Zaragoza   | Totale Real Zaragoza   | 106        | 1          |                 | 3               | 0               |                    | -                  | -                  |             | -           | -           | 109    | 1      |
| 2016-2017              | Leganés                | PD                     | 25         | 1          | CR              | 0               | 0               | -                  | -                  | -                  | -           | -           | -           | 25     | 1      |
| 2017-2018              | Leganés                | PD                     | 26         | 2          | CR              | 7               | 1               | -                  | -                  | -                  | -           | -           | -           | 33     | 3      |
| Totale Leganés         | Totale Leganés         | Totale Leganés         | 51         | 3          |                 | 7               | 1               |                    | -                  | -                  |             | -           | -           | 58     | 4      |
| 2018-2019              | Bournemouth            | PL                     | 12         | 0          | FACup+CdL       | 1+3             | 0               | -                  | -                  | -                  | -           | -           | -           | 16     | 0      |
| Totale carriera        | Totale carriera        | Totale carriera        | 186        | 8          |                 | 14              | 1               |                    | -                  | -                  |             | -           | -           | 200    | 9      |